# Marco Tintoretto
Marco Tintoretto (* um 1560/61 in Venedig; † vor dem 16. Oktober 1637 ebenda; eigentlich Marco Robusti) war ein venezianischer Maler.
Marco war ein Sohn des Malers Jacopo Tintoretto und seiner Ehefrau Faustina Episcopi. Er wurde schon früh in der Werkstatt seines Vaters ausgebildet und passte seine Malweise der seines Vaters an. Er dürfte schon in jungen Jahren ein maßgeblicher Mitarbeiter der Werkstatt gewesen sein und gehörte mit hoher Wahrscheinlichkeit zu den ausführenden Malern beim „Gonzaga-Zyklus“ von 1579/80, dessen acht monumentale Tafeln sich heute in der Alten Pinakothek (Inv.-Nr.: 7302–7309) in München befinden. Im Gegensatz zu seinen Brüdern Giovanni Battista und Domenico sowie seiner Schwester Marietta konnte er dem Handwerk seines Vaters nicht viel abgewinnen und zog diesem einen lockeren Lebenswandel voller Vergnügungen und Abenteuern vor. Mit seinem Bruder Domenico scheint er sich nicht gut verstanden zu haben, denn sein Vater bat Marco in seinem Testament, in dem er ihn als Mitarbeiter Domenicos bezeichnete, mit diesem endlich Frieden zu schließen. Selbst gegen 1612 schien sich sein Lebenswandel noch nicht grundlegend geändert zu haben, denn auch seine Mutter vermerkte in ihrem Testament, dass sie zunehmend befürchtete, ihr Sohn könne immer mehr auf die schiefe Bahn geraten. Trotz seiner Abneigung gegen die Malerei übernahm er 1594 gemeinsam mit Domenico die Leitung der väterlichen Werkstatt, die er bis zu seinem Tode innehatte. Am 15. September 1635 machte er sein Testament, das am 16. Oktober 1637 eröffnet wurde, sodass er wohl kurz zuvor gestorben sein muss.
Bis heute ist es der Kunstwissenschaft noch nicht gelungen, seinen genauen Anteil an den Werken der Tintoretto-Werkstatt zu ermitteln, was die Vermutung nahelegt, dass er sich dem Werk seines Vaters so sehr annäherte, dass seine Arbeiten von dessen Bildern kaum zu unterscheiden sind. 1929 unternahm der Kunsthistoriker Adolfo Venturi erstmals den Versuch, ihm einige Werke direkt zuzuschreiben. Zu diesen Arbeiten zählt er unter anderen eine Beweinung Christi (Washington, National Gallery of Art; Inv.-Nr.: 1960.6.37), eine Heilige Familie mit der heiligen Katharina und einem Stifter (ehemals Dresden, Gemäldegalerie Alte Meister; Inv.-Nr.: 267; seit 1945 verschollen) und ein Gruppenbildnis (Besançon, Musée des Beaux-Arts et d’Archéologie de Besançon). All diese Zuschreibungen können derzeit lediglich als Arbeitshypothese gelten und lassen sich weder dokumentarisch noch durch Vergleichsmaterial stützen.